# Ель-Баттан
Ель-Баттан (араб. البطان) — місто в Тунісі. Входить до складу вілаєту Мануба. Знаходиться на березі річки Маджерда за 35 км від столиці країни. Станом на 2004 рік тут проживали 5 761 особа.